# Estagira
Estagira (llatí: Stagīra, en grec antic: Στάγιρα o Στάγιρος) era una antiga ciutat situada a la Península Calcídica, a Macedònia. Va ser una colònia d'Andros.
L'exèrcit persa de Xerxes va passar per la ciutat abans d'arribar a Acantos en el seu camí cap a Atenes l'any 480 aC. El vuitè any de la guerra del Peloponès, el 423 aC es va rendir a l'espartà Bràsides. L'any 421 aC va ser inclosa al tractat conegut com la Pau de Nícies entre Atenes i Esparta, on era una de les ciutats que es mantenien neutrals.
Hi va néixer Aristòtil, i per això Alexandre el Gran, en honor del seu mestre, va restaurar la ciutat que havia entrat en acusada decadència, segons diu Plutarc, però la millora no va tenir continuïtat. També hi va néixer el militar macedoni Nicànor d'Estagira.
Les restes arqueològiques es troben a vorera de mar, al costat de la població d'Olympiada. La població de Stagira, que recull el nom de l'antiga ciutat, es troba a uns set quilòmetres.